# Louis Jourdan
Louis Robert Gendre, conhecido como Louis Jourdan (Marseille, 19 de junho de 1921 - Beverly Hills, 14 de fevereiro de 2015), foi um ator francês.
Fez sucesso no cinema norte americano, trabalhando em grandes produções, como em "The Paradine Case" (1947), "Letter from an Unknown Woman" (1948), Gigi (1958), The Best of Everything (1959), The V.I.P.s (1963), Octopussy (de 1983, fazendo o papel antagonista ao personagem 007), entre outros.
Jourdan tem duas estrelas na Calçada da Fama de Hollywood e em 2010 recebeu a Legião de Honra, a máxima condecoração da França.

## Filmografia

### Cinema
- 1939 : Le Corsaire, filme inacabado de Marc Allégret
- 1940 : La Comédie du bonheur (Ecco la felicità) de Marcel L'Herbier : Fédor
- 1940 : Untel père et fils de Julien Duvivier : Christian Froment - Os créditos do filme mencionam Pierre Jourdan. Coube a Louis Jourdan dar o primeiro nome do irmão, sem ainda definir o seu nome artístico. O filme foi lançado nos EUA em 1943 com o título: The Heart of a Nation
- 1941 : Premier Rendez-vous d'Henri Decoin : Pierre
- 1941 : Parade en 7 nuits, de Marc Allégret : Freddy, le clown
- 1942 : L'Arlésienne de Marc Allégret : Frédéri
- 1942 : La Belle Aventure de Marc Allégret : André d'Éguzon
- 1944 : Les Petites du quai aux fleurs de Marc Allégret : Francis
- 1945 : Félicie Nanteuil de Marc Allégret : Robert de Ligny
- 1945 : La Vie de bohème de Marcel L'Herbier : Rodolphe
- 1947 : Le Procès Paradine (The Paradine Case) d'Alfred Hitchcock : André Latour
- 1948 : Lettre d'une inconnue (Letter from an Unknown Woman) de Max Ophüls : Stefan Brand
- 1948 : La Vérité nue (No Minor Vices) de Lewis Milestone : Octavio Quaglini
- 1949 : Madame Bovary de Vincente Minnelli : Rodolphe Boulanger
- 1951 : L'Oiseau de paradis (Bird of Paradise) de Delmer Daves : Andre Laurence
- 1951 : La Flibustière des Antilles (Anne of the Indies) de Jacques Tourneur : le capitaine Pierre François LaRochelle
- 1952 : Sacré printemps... (The Happy Time) de Richard Fleischer : l'oncle Desmond Bonnard
- 1953 : Rue de l'Estrapade de Jacques Becker : Henri Laurent
- 1953 : Pages galantes de Boccace (Decameron Nights) d'Hugo Fregonese : Giovanni Boccaccio / Paganino / Guilio / Don Bertando
- 1954 : La Fontaine des amours (Three Coins in the Fountain) de Jean Negulesco : le prince Dino di Cessi
- 1956 : La mariée est trop belle de Pierre Gaspard-Huit : Michel Bellanger
- 1956 : Le Cygne (The Swan) de Charles Vidor : le docteur Nicholas Agi
- 1956 : Le Diabolique M. Benton (Julie) d'Andrew L. Stone : Lyle Benton
- 1957 : Escapade de Ralph Habib : Frank
- 1958 : Le Prisonnier du Temple (Dangerous Exile) de Brian Desmond Hurst : le duc Philippe de Beauvais
- 1958 : Gigi de Vincente Minnelli : Gaston Lachaille
- 1959 : Rien n’est trop beau (The Best of Everything) de Jean Negulesco : David Wilder Savage
- 1960 : Can-Can de Walter Lang : Philipe Forrestier
- 1961 : Les Vierges de Rome (Le vergini di Roma) de Carlo Ludovico Bragaglia et Vittorio Cottafavi : Drusco
- 1961 : Le Comte de Monte-Cristo de Claude Autant-Lara : Edmond Dantès / Comte de Monte-Cristo
- 1962 : Le Désordre (Il disordine) de Franco Brusati : Tom
- 1962 : Leviathan de Léonard Keigel : Paul
- 1963 : Mathias Sandorf de Georges Lampin : le comte Mathias Sandorf
- 1963 : Irma la Douce de Billy Wilder : le narrateur (voix off VO)
- 1963 : Hôtel international (The V.I.P.s) d'Anthony Asquith : Marc Champselle
- 1966 : Made in Paris de Boris Sagal : Marc Fontaine
- 1966 : Les Sultans de Jean Delannoy : Laurent Messager
- 1967 : Peau d'espion d'Édouard Molinaro : Charles Beaulieu
- 1967 : Les Aventures extraordinaires de Cervantes (Cervantes) de Vincent Sherman : le cardinal Acquaviva
- 1968 : La Puce à l'oreille (A Flea in Her Ear) de Jacques Charon : Henri Tournel
- 1975 : Le téléphone pleure (Piange... il telefono) de Lucio De Caro
- 1977 : Plus ça va, moins ça va de Michel Vianey : Paul Tango
- 1978 : Banco à Las Vegas (Silver Bears) d'Ivan Passer : le prince de Syracuse
- 1982 : Gamble on Love de Jim Balden
- 1982 : Bayou Romance d'Alan Myerson : non crédité
- 1982 : Escape to Love de Herb Stein
- 1982 : La Créature du marais (Swamp Thing) de Wes Craven : le docteur Anton Arcane
- 1983 : Octopussy de John Glen : Kamal Khan
- 1983 : Double Deal de Brian Kavanagh : Peter Sterling
- 1987 : Grand Larceny de Jeannot Szwarc : Charles Grand
- 1988 : Counterforce (Escuadrón) de José Antonio de la Loma : Kassar
- 1989 : La Créature du lagon : Le Retour (The Return of Swamp Thing) de Jim Wynorski : le docteur Anton Arcane
- 1992 : Year of the Comet de Peter Yates : Philippe

### Televisão
- 1953 : A String of Blue Beads, téléfilm d'Alan Dinehart : Peter
- 1953-1955 : Chasse au crime (Paris Precinct), série : l'inspecteur Beaumont
- 1954 : L'invité Mystère (What's My Line?),
- 1954 : Your Show of Shows, Cid Caesar , escrito por Mel Brooks
- 1954 : Robert Montgomery Presents , épisode Le salaire de la peur (Wages of Fear), série de Norman Felton
- 1954 : The Elgin Hour, série , épisode 1.04 : Ben Cory
- 1955 : L'invité Mystère (What's My Line?),
- 1955 : Studio One, série : Marc
- 1955 : Climax!, série : Pierre Mendès France
- 1955 : Minus Three Thousand, série : l'inspecteur Bolbec
- 1956 : Playhouse 90, série : un prince européen
- 1956-1957 : Ford Television Theatre, série : Charles/le comte Lupo-Pietro
- 1958 : The Dinah Shore Chevy Show,
- 1959 : General Electric Theater, série, épisode The Falling Angel d'Herschel Daugherty : Angeli
- 1959 : Accent of love  : Musical Comedy Revue : invité
- 1959 : 31st Academy Awards : Louis Jourdan et Jean Simmons présentent la remise du meilleur montage pour Gigi à Adrienne Fazan.
- 1959 : The Dinah Shore Chevy Show,
- 1959 : Halo Shampoo , TV Commercial
- 1959 : The Timex Show , réalisé par Frank Satenstein
- 1960 : Gaslight , réalisé par George More O'Ferrall
- 1963 : The Danny Kaye Show , série
- 1964 : The Judy Garland Show , CBS
- 1964 : The Hollywood Palace , Episode #1.18 , samedi 2 mai , ABC série , apresentador
- 1964 : Le Plus Grand Chapiteau du monde (The Greatest Show on Earth), série : Kurt Von Hecht
- 1964 : L'invité Mystère (What's My Line?)
- 1964 : Kraft Suspense Theatre, série : le colonel Bertine
- 1967, 1968 et 1971 : Sur la piste du crime (The F.B.I), série : le colonel Lorenz Tabor / André Vesalian
- 1968 : To Die in Paris, téléfilm de Charles S. Dubin et Allen Reisner : le colonel Bertine Westrex
- 1968 : Les Règles du jeu (The Name of the Game), série : Mario Lompardi
- 1969 : Le Miroir de la mort (Fear No Evil), téléfilm de Paul Wendkos : David Sorell
- 1969 : Le Complot du silence (Run a Crooked Mile), téléfilm de Gene Levitt : Richard Stuart
- 1970 : Ritual of Evil, téléfilm de Robert Day : David Sorell
- 1973 : TV Special "Cole Porter In Paris", Perry Como chante "Night And Day" précédé par Diahann Carroll, Louis Jourdan and Connie Stevens.
- 1973 : The Great American Beauty Contest, téléfilm de Robert Day : Ralph Dupree
- 1973 : TV Special "Cole Porter In Paris", Perry Como présente Louis qui chante: "Do I Love You"
- 1975 : Le Comte de Monte-Cristo (The Count of Monte-Cristo), téléfilm de David Greene : De Villefort
- 1977 : Dodge Monaco
- 1977 : L'Homme au masque de fer (The Man in the Iron Mask), téléfilm de Mike Newell : D'Artagnan
- 1977 : Count Dracula, mini-série : le comte Dracula
- 1978 : Columbo : Meurtre à la carte (Murder Under Glass), série : Paul Gerard
- 1979 : Terreur à bord (The French Atlantic Affair), feuilleton : le capitaine Charles Girodt
- 1980 : Drôles de dames (Charlie's Angels), série : le docteur Redmont
- 1980 : Canada Dry Sparkling Water
- 1980-1981 : Vegas, série : Nicholas Rambeau
- 1982 : For Love of Angela, téléfilm de Rudy Veyar : l'invité
- 1984 : J ROGÉT Champagne
- 1984 : The First Olympics: Athens 1896, télésuite d'Alvin Rakoff : le baron Pierre de Coubertin
- 1984 : Cover Up, série : George LeMare
- 1984 : Hôtel, série d'Aaron Spelling : Adam Vidocq
- 1985 : promotion d'Hamilton Cove, Catalina Island
- 1986 : Les Reines de la nuit (Beverly Hills Madam) d'Harvey Hart (téléfilm) : Douglas Corbin